# Ashmeadiella truncativentris
Ashmeadiella truncativentris is een vliesvleugelig insect uit de familie Megachilidae. De wetenschappelijke naam van de soort is voor het eerst geldig gepubliceerd in 1951 door Michener.